# Bossard Consultants
Pour les articles homonymes, voir Bossard.
Bossard Consultants a été de 1962 à 2000 une des toutes premières sociétés de conseil en stratégie et management européennes avant d’être intégrée dans Capgemini pour former Capgemini Consulting.

## Historique de l’entreprise

### Les débuts (1962-1972)
Le groupe Bossard résulte de la fusion de plusieurs cabinets d'organisation. Un des points de départ est la société OYB (Organisation Yves Bossard) créée en 1956 par Yves Bossard (né en 1921, entré en 1941 à l’école Centrale, et décédé en 1985), une société d'ingénieurs-conseils apparue après la Seconde Guerre mondiale  pour participer à la mise en place du plan Marshall et effectuer des missions de productivité. C'est une société qui, à la différence de concurrents anglo-saxons, réunit essentiellement comme consultants des ingénieurs de formation scientifique et qui devient au début des années 1960  une des principales sociétés de conseil généraliste en France.
Le boom économique du début de la Ve République, la mise en place du nouveau plan comptable et l’arrivée de l’informatique dans les entreprises facilitent le développement d'entreprises de conseil en organisation. En 1970, Bossard (300 consultants), dirigé par Yves Bossard, la Sema (1 000 consultants et informaticiens), la Cegos (300 consultants et formateurs), représentaient à eux trois près de 80 % du marché du conseil. L'activité en informatique, à la différence là encore d'autres sociétés, n'était pas l'activité principale du groupe Bossard, centré tout d'abord sur le conseil en management.

### Scission au sein du Groupe Bossard (1972) et premier choc pétrolier (1974)
En 1972, le groupe, qui réunit diverses activités (conseil en organisation administrative, conseil en organisation industrielle, formation, psychologie industrielle, conseil en diversification, construction d'usines, informatique) déménage à La Défense.
La même année, en mai, les 120 consultants de Gamma, une entité du Groupe intervenant davantage en informatique décident de quitter le groupe et prendre leur indépendance. Ces consultants sont persuadés que ce domaine d'activité en informatique deviendra incontournable pour le conseil en organisation. Yves Bossard nomme  Jean-René Fourtou (ancien de l'École polytechnique, promotion 1960) directeur général de Bossard, à 33 ans et avec seulement dix années d’expérience de consultant.
Ce premier choc pétrolier ébranle les entreprises et affecte également durement le marché du conseil en organisation. Ầ la suite du premier choc pétrolier, les effectifs de Bossard Consultant se tassent encore, à 77 personnes.

### La reprise de l’activité conseil par ses consultants (1976)
En 1976, Yves Bossard et son frère jumeau Jean, qui œuvrait dans la communication avec des personnalités comme Michel Bongrand ou Jean-Pierre Coffe, décident de regrouper leurs diverses activités dans les locaux  de La Défense. L’activité conseil change de nom pour s’appeler désormais Bossard Consultants, société détenue à 34% par les consultants et à 66% par le Groupe Bossard. Pour résoudre le problème financier de cette entreprise après quelques années moroses, Yves Bossard cherche un partenaire et trouve Serge Kampf qui avait créé quelques années auparavant Capgemini. Serge Kampf impose une participation majoritaire au sein du Groupe Bossard en prenant au minimum 51% du capital. La présence de leader informatique au capital est présentée alors comme purement financière et non opérationnelle.
Pour rendre possible une participation du personnel au capital de Bossard Consultants, Jean-René Fourtou crée une société spécifique, la FASA (Fourtou Auzimour Société Anonyme).
En 1979, la société de partenaires FASA, lève une option de 2% sur Bossard Consultants, ce qui agace Serge Kampf. Le patron de Capgemini menace les actionnaires de FASA de déposer le bilan de la société « Groupe Bossard ». Jean-René Fourtou, après négociation avec Serge Kampf, propose aux partenaires de FASA, de participer à une augmentation du capital de leur société pour que celle-ci rachète 49% du Groupe Bossard aux frères Bossard plus 2% à Capgemini et qu’elle vende ses 51% de Bossard Consultants au Groupe. Cette résolution est acceptée et FASA se retrouva donc majoritaire à 51% d’une holding très endettée ayant des activités aussi diverses que le conseil en management (Bossard Consultants), la communication (Bossard Communication, Ageurop), la promotion pharmaceutique (France 1), et même de la presse comme l’hebdomadaire Impact Médecin, etc…
Jean-René Fourtou quitte le Groupe en 1986 pour prendre la présidence du Groupe Rhône Poulenc. Son ami Jean-Pierre Auzimour (ancien de l'École polytechnique, promotion 1962) est élu président de FASA et donc du Groupe Bossard.
En 1987, le Groupe Bossard, ayant retrouvé sa rentabilité et conforté ses fonds propres, s’ouvre aux idées de développement de ses partenaires. Peu à peu, il devient ainsi une sorte d’hypermarché du conseil en France. Au conseil en management, avec ses 700 consultants, s’ajoutent ainsi le recrutement de cadres avec Bossard Carrières, l’outplacement avec Leroy Consultant, le traitement de texte avec Images et Caractères, la communication institutionnelle avec Information et Stratégie, les sondages avec l’IFOP, la communication dans les laboratoires pharmaceutiques avec les agences France 1, Boz, CMBA, la presse médicale avec Impact médecin, l’informatique avec Bossard Systèmes, etc… Ce qui au total représente près de 1500 salariés.
En 1988, un directeur de Bossard trouve dans la presse une petite annonce d'un cabinet de conseil suédois, SIAR, annonçant sa recherche d’une alliance avec un cabinet français. Lors de la première réunion de travail, les deux parties tombent d’accord sur un ambitieux projet de devenir un grand cabinet européen à dimension internationale. Jouant la prudence, ils font dans un premier temps le projet de créer une filiale commune du nom de Mac Grégor qui gère leurs filiales hors Europe et tous leurs contrats internationaux. Mais, à cette époque, la force du partenariat FASA, ainsi que son concept d’intégration et de collégialité, tue dans l’œuf cette démarche prudente pour exiger une fusion pure et simple des deux groupes en anglicisant la FASA qui au passage devint PIC. Le Groupe Bossard rachète SIAR et les partenaires de SIAR deviennent actionnaires de la société PIC (Partnership for International Consulting). Le langage officiel du groupe devient l’anglais.

### Le déménagement à Issy-les-Moulineaux (1992)
Les bureaux du quartier Bellini à Puteaux commencent à devenir vraiment trop petits. Il est donc décidé d’acheter de nouveau bureau et le choix se porte sur un immeuble en construction à Issy-les-Moulineaux d’une superficie de 15.000 mètres carrés qui permettrait d’accueillir toutes les filiales du Groupe.
En 1992, c’est finalement seulement une partie du Groupe Bossard qui s’installa au 14, rue Rouget de Lisle à Issy-les-Moulineaux, puisque de nombreuses activités refusent de rejoindre leur maison mère comme :
- Bossard Carrière, le chasseur de têtes qui refuse de quitter ses locaux au 4 de la rue Quentin Bauchart Paris VIII, situé dans le fameux triangle d’or.
- Leroy Consultant, la société d’out-placement qui ne veut pas se mélanger avec les consultants en restant au 32 rue d’Armaillé Paris XVII.
- L’IFOP (Institut Français d’Opinion Publique) société de sondage qui trouve le prix des loyers proposé dans cette nouvelle localisation trop élevé.

### Evolution de l'actionnariat
Le choc culturel de l’arrivée de SIAR encourage les consultants français à réfléchir à des modes de management et à des stratégies non hexagonales. Mais leur mode de direction reposant sur une camaraderie très « grandes écoles », une amicale confiance et une autonomie de décision respectueuse de son environnement, ne corresponde pas à un groupe de plus de 1000 consultants disséminés dans 34 bureaux sur tout l’hémisphère nord.
Eric Rhenman, patron de SIAR et professeur à Harvard, ayant subitement disparu en 1993, les nordiques commencent à s’inquiéter pour leur avenir. En 1996, ils imposent la recherche d’un partenaire américain crédible, sous peine de démissionner.
Les 286 partenaires de PIC entreprennent, en 1997, la recherche d’un partenaire international, mais la minorité de blocage détenue par Capgemini les place dans l’obligation de répondre positivement à une nouvelle offre de rachat de Serge Kampf . Ainsi Bossard Consultants fusionne en 1999 avec Gemini Consulting pour devenir Bossard Gemini Consulting .

### L'absorption de Bossard (2000)
Les deux entités Capgemini et Bossard Gemini Consulting vivent de façon assez indépendante au sein de Capgemini et conservent chacune leur culture. Mais en 2000, Capgemini acquiert la branche conseil  d’Ernst & Young  et le groupe prend alors le nom de Cap Gemini Ernst & Young (CGEY). Cette acquisition fait passer l'effectif de ce groupe de 40 000 à 60 000 personnes et les consultants d’Ernst & Young cherchent alors à rejoindre l’entité Bossard Gemini Consulting. Pour éviter une scission, Capgemini décide de fusionner les trois entités Capgemini, Ernst & Young et Bossard Gemini Consulting.
Et bien que Serge Kampf aie promis aux partenaires de PIC qu’il conserverait le nom de Bossard, ce nom disparait début 2001 pour devenir Capgemini Consulting, entraînant la démission d'anciens de Bossard .